# ایکلین
ایکلین (به لاتین: Iklin) یک منطقهٔ مسکونی در مالت است که در منطقه مرکزی مالت واقع شده‌است. ایکلین ۱٫۷ کیلومتر مربع مساحت و ۳٬۴۲۲ نفر جمعیت دارد.